# Байкальский Прибой
Байка́льский Прибо́й (Толба́жиха) — посёлок в Кабанском районе Бурятии. Входит в сельское поселение «Большереченское».
Также территория посёлка входит в рекреационную местность «Байка́льский Прибо́й — Култу́шная».

## География
Посёлок расположен в 40 км к юго-западу от районного центра, села Кабанска, на восточном берегу байкальского залива Посольский сор, у впадения в него реки Толбажихи. К юго-западу от посёлка, вдоль берега сора, на протяжении 8 км располагается рекреационная местность «Байкальский Прибой — Култушная» — одна из курортных зон Бурятии. 
В восточной части посёлка находится остановочный пункт ВСЖД Байкальский Прибой на Транссибирской магистрали. В 2 км к юго-востоку от посёлка — выезд на федеральную автомагистраль Р258 «Байкал» (М55).

## Население
| 2002 | 2010 |
| ---- | ---- |
| 126  | ↘118 |